# تپه بان جو ۲
تپه بان جو ۲ مربوط به مفرغ است و در شهرستان دالاهو، بخش مرکز ی، دهستان حومه، ۸۵۰ متری غرب روستای سلیمان‌آباد واقع شده و این اثر در تاریخ ۲۷ اسفند ۱۳۸۶ با شمارهٔ ثبت ۲۲۴۹۵ به‌عنوان یکی از آثار ملی ایران به ثبت رسیده است.